# Elezione imperiale del 1612

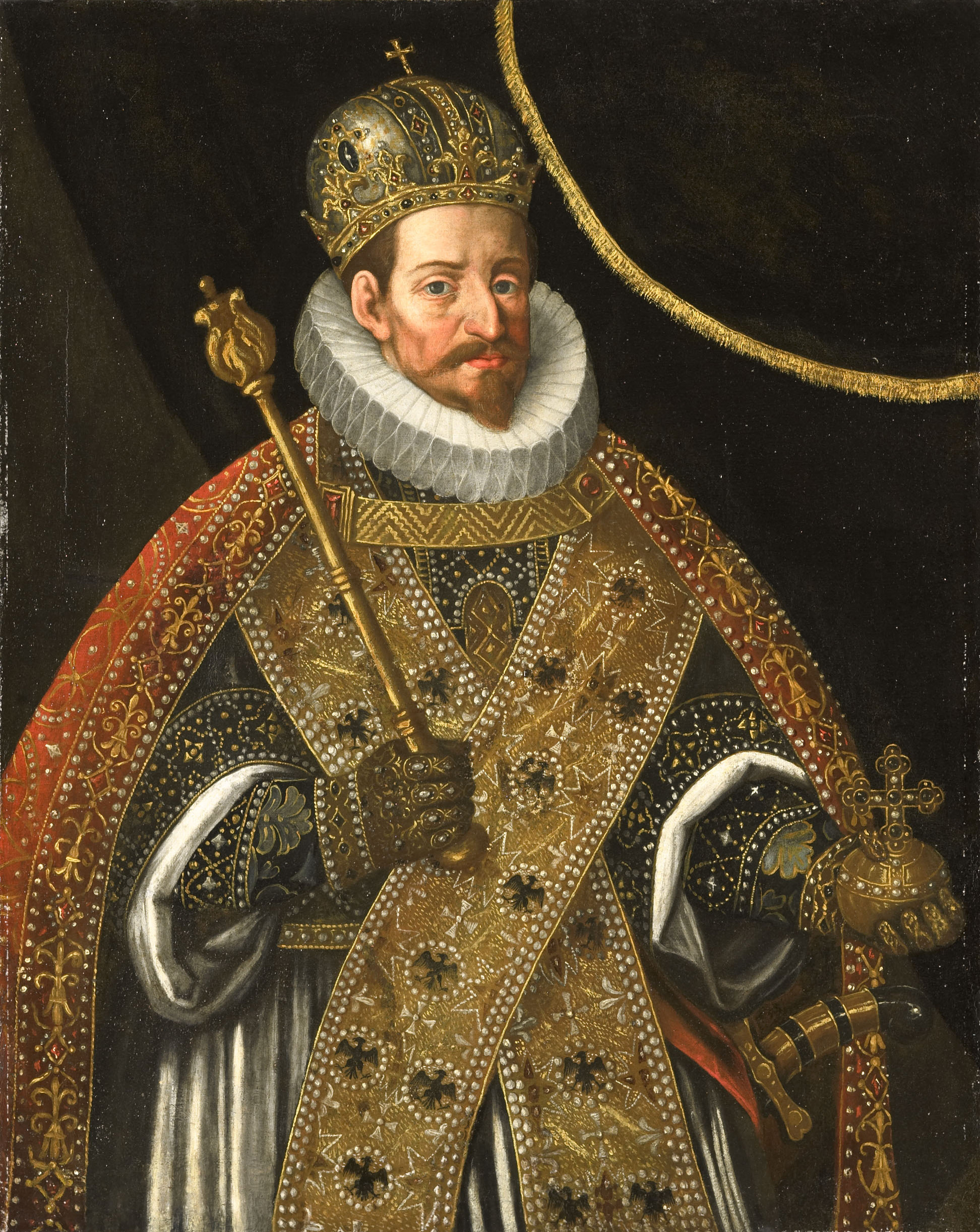
L'imperatore Mattia d'Asburgo.

L'elezione imperiale del 1612 si è svolta a Francoforte sul Meno il 13 giugno 1612.

## Contesto storico
L'imperatore Rodolfo II d'Asburgo era morto il 20 gennaio 1612 senza lasciare eredi. Suo fratello Mattia, che da tempo governava in sua vece, era il candidato naturale alla successione, ma uno dei principi elettori, l'arcivescovo di Colonia Ferdinando di Baviera, propose suo fratello Massimiliano, duca di Baviera. Massimiliano stesso però rifiutò l'offerta.

## Principi elettori
| Principe elettore | Principe elettore                  | Titolo elettorale        | Altri titoli                        | Confessione |
| ----------------- | ---------------------------------- | ------------------------ | ----------------------------------- | ----------- |
|                   | Johann Schweikhard von Kronberg    | Arcivescovo di Magonza   |                                     | Cattolico   |
|                   | Lothar von Metternich              | Arcivescovo di Treviri   |                                     | Cattolico   |
|                   | Ferdinando di Baviera              | Arcivescovo di Colonia   | Vescovo di Liegi Vescovo di Münster | Cattolico   |
|                   | Mattia d'Asburgo                   | Re di Boemia             | Arciduca d'Austria Re d'Ungheria    | Cattolico   |
|                   | Federico V del Palatinato          | Conte Palatino del Reno  |                                     | Calvinista  |
|                   | Giovanni Giorgio I di Sassonia     | Duca di Sassonia         |                                     | Luterano    |
|                   | Giovanni Sigismondo di Brandeburgo | Margravio di Brandeburgo |                                     | Luterano    |

## Esito
Mattia d'Asburgo venne eletto imperatore il 13 giugno 1612. Fu incoronato nel Duomo di Francoforte sul Meno il 26 giugno.